# Massilia neuiana
Massilia neuiana es una bacteria gramnegativa del género Massilia. Fue descrita en el año 2017. Su etimología hace referencia a NEU, las siglas de la Universidad Northeasten, en China. Es aerobia y móvil por flagelo polar. Tiene un tamaño de 0,7-1 μm de ancho por 1,6-2,2 μm de largo. Forma colonias circulares, lisas, viscosas, opacas, ligeramente cóncavas y de color amarillo tras 48 horas de incubación en agar R2A. Temperatura de crecimiento entre 10-45 °C, óptima de 30 °C. Catalasa y oxidasa positivas. Es sensible a minociclina y vancomicina. Resistente a rifamicina, lincomicina y aztreonam. Tiene un contenido de G+C de 64,6%. Se ha aislado del suelo en el margen de un río en Maoming, en China. 